# アマーリエ・フォン・プファルツ＝ツヴァイブリュッケン＝ビルケンフェルト
アマーリエ・フォン・プファルツ＝ツヴァイブリュッケン＝ビルケンフェルト＝ビシュヴァイラー（ドイツ語：Amalie von Pfalz-Zweibrücken-Birkenfeld-Bischweiler, 1752年5月10日 - 1828年11月15日）は、ザクセン王フリードリヒ・アウグスト1世の妃。

## 生涯
ヴィッテルスバッハ家プファルツ系傍系プファルツ＝ツヴァイブリュッケン＝ビルケンフェルト家の公子フリードリヒ・ミヒャエルと、同じくプファルツ系傍系プファルツ＝ズルツバッハ家出身の妻マリア・フランツィスカの長女として、マンハイムで生まれた。弟に初代バイエルン王となったマクシミリアン1世ヨーゼフがいる。
1769年1月29日、当時選帝侯であったフリードリヒ・アウグストと結婚した。なお、1774年にアマーリエの兄であるプファルツ＝ツヴァイブリュッケン公カール3世アウグスト・クリスティアンがフリードリヒ・アウグストの妹マリア・アマーリアと結婚している。
アマーリエは4子を生んだが、うち3人は死産し、一人娘のマリア・アウグスタのみが成人した。
- マリア・アウグスタ（1782年 - 1863年） - 生涯を独身で過ごした

1828年、アマーリエは76歳で死去し、ドレスデンのホーフキルヒェ（Katholische Hofkirche）に埋葬された。